# Schwarzwandspitze (Ötztaler Alpen)
De Schwarzwandspitze is een 3466 meter hoge bergtop in de Ötztaler Alpen in het Oostenrijkse Tirol.
De berg is gelegen in de Weißkam, aan de westelijke rand van de Große Vernagtferner. De berg dankt zijn naam aan de zwarte kleur die zijn lange, westelijke wand heeft. Startpunt voor een klim naar de top van de berg vormt de ten zuidoosten van de top gelegen Vernagthütte. Een tocht van deze berghut naar de top neemt ongeveer drie uur in beslag.
De berg moet niet worden verward met de 3353 meter hoge Schwarzwandspitze in de Stubaier Alpen, die op de Oostenrijks-Italiaanse grens gelegen is.